# ミニ (アルバム)
『ミニ』(Mini)は、ペット・ショップ・ボーイズのミニ・アルバム。

## 概要
日本企画盤として発売された。

## 収録曲
1. クローサー・トゥ・ヘヴン - Closer to Heaven
2. スクリーミング - Screaming
3. ライズ - Lies
4. セイル・アウェイ - Sail Away
5. ユー・オンリー・テル・ミー・ユー・ラヴ・ミー・ホエン・ユーアー・ドランク (ライヴ・ヴァージョン) - You Only Tell Me You Love Me When You're Drunk (live)
6. オールウェイズ・オン・マイ・マインド (ライヴ・ヴァージョン) - Always on My Mind (live)
7. ビーイング・ボアリング (ライヴ・ヴァージョン) - Being Boring (live)
8. ニューヨーク・シティ・ボーイ (ザ・モラレス・クラブ・ミックス) - New York City (The Morales Club mix)